# Ephysius von Cagliari

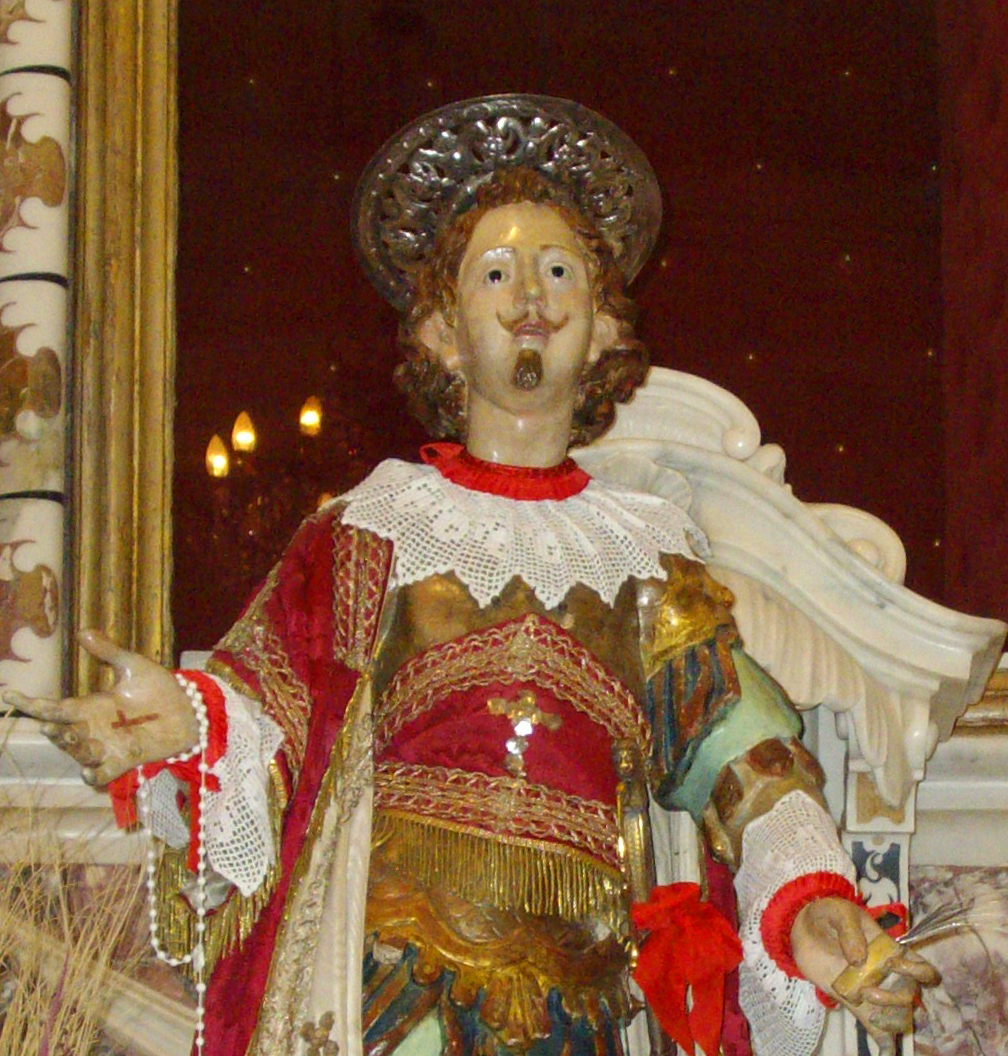
Sant’Efisio di Cagliari

Ephysius von Cagliari (* um 250 (?) in Jerusalem (?); † 286 (oder um 304) in Nora nahe Sant’Efisio bei Pula auf Sardinien) ist ein christlicher Märtyrer.

## Vita
Der Legende nach war Ephisius ein Soldat der Leibwache des römischen Kaisers Diokletian.
Die Überlieferung berichtet, er sei Sohn eines christlichen Vaters und einer heidnischen Mutter. Der Soldat kam im Kampf gegen die Barbaren nach Sardinien und wurde im Jahr 303 wegen seiner Bekehrung zum Christentum und seiner missionarischen Tätigkeiten zum Tod durch Enthauptung verurteilt.

## Verehrung
Der Heilige ist Schutzpatron von Pisa und Sardinien. Seine volkstümliche Verehrung findet sich in der Gegend von Cagliari. Seine Reliquien wurden nach Pula gebracht und später nach Pisa transferiert.
In Pisa und in Sardinien wird seiner mit Prozessionen am 1. Mai gedacht. Legenden zufolge soll er 1656 bei einer Pestepidemie in Càgliari viele Menschen mit seiner Fürbitte gerettet haben, warum seither die Prozession Sant’Efisio stattfindet.

## Darstellungen
Der Soldat erhält Schwert und Banner von einem Engel.